# Магаріші-Ведік-Сіті (Айова)
Магаріші-Ведік-Сіті (англ. Maharishi Vedic City) — місто (англ. city) в США, в окрузі Джефферсон штату Айова. Населення — 277 осіб (2020).

## Географія
Магаріші-Ведік-Сіті розташоване за координатами 41°3′16″ пн. ш. 92°0′50″ зх. д. / 41.05444° пн. ш. 92.01389° зх. д. (41.054330, -92.013882).  За даними Бюро перепису населення США в 2010 році місто мало площу 8,70 км², уся площа — суходіл.

## Демографія
Згідно з переписом 2010 року, у місті мешкало 259 осіб у 142 домогосподарствах у складі 48 родин. Густота населення становила 30 осіб/км².  Було 174 помешкання (20/км²).
Расовий склад населення:
| - 95,0 % — білих - 2,3 % — чорних або афроамериканців - 1,5 % — азіатів |

До двох чи більше рас належало 1,2 %. Частка іспаномовних становила 1,9 % від усіх жителів.
За віковим діапазоном населення розподілялося таким чином: 2,3 % — особи молодші 18 років, 86,9 % — особи у віці 18—64 років, 10,8 % — особи у віці 65 років та старші. Медіана віку мешканця становила 57,8 року. На 100 осіб жіночої статі у місті припадало 99,2 чоловіків;  на 100 жінок у віці від 18 років та старших — 99,2 чоловіків також старших 18 років.
Середній дохід на одне домашнє господарство  становив 66 837 доларів США (медіана — 55 313), а середній дохід на одну сім'ю — 96 185 доларів (медіана — 85 536). За межею бідності перебувало 17,3 % осіб, у тому числі 85,7 % дітей у віці до 18 років та 12,5 % осіб у віці 65 років та старших.
Цивільне працевлаштоване населення становило 319 осіб. Основні галузі зайнятості: освіта, охорона здоров'я та соціальна допомога — 42,0 %, науковці, спеціалісти, менеджери — 8,8 %, фінанси, страхування та нерухомість — 5,6 %.